# Fontes Rerum Canariarum

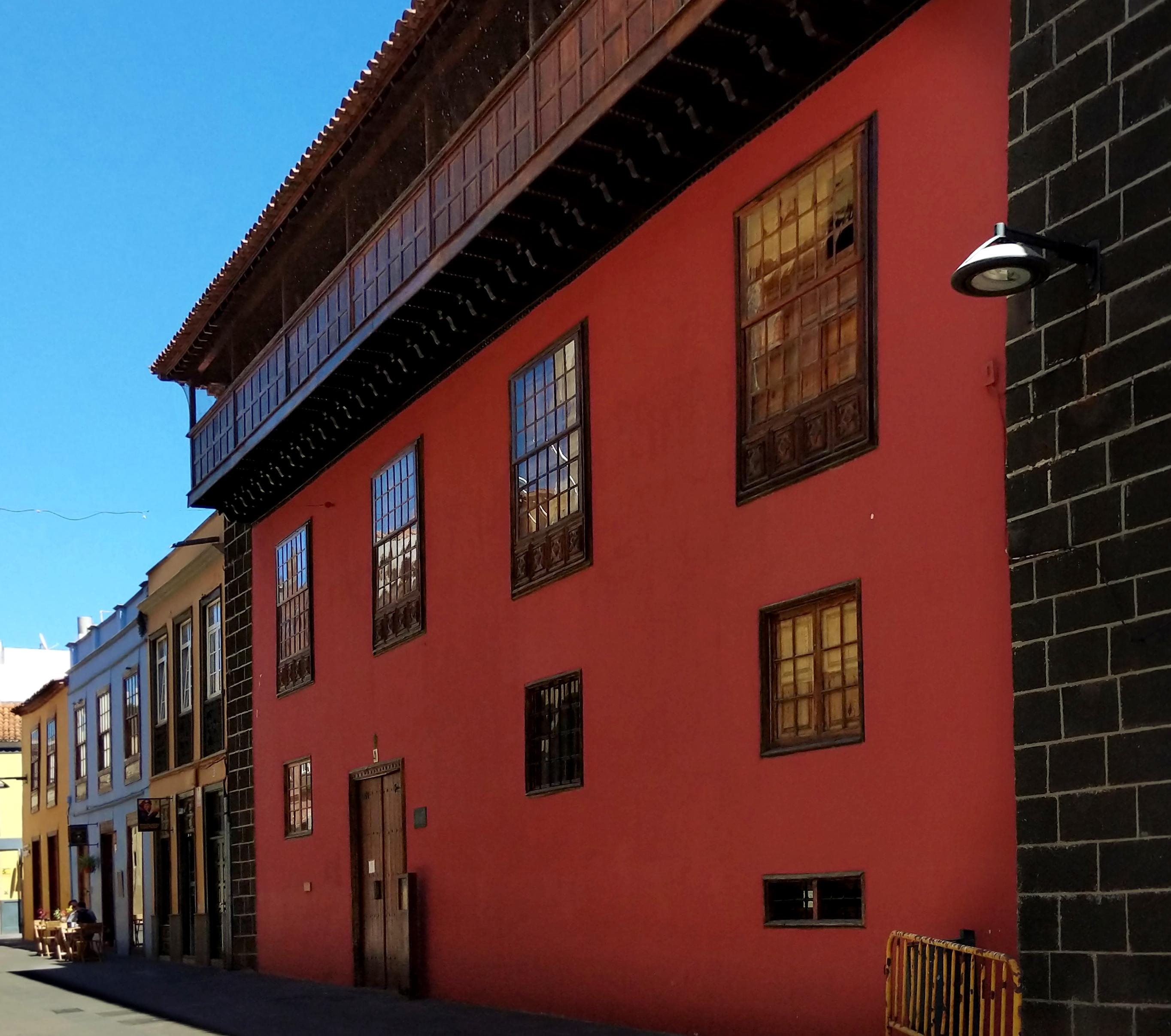
Instituto de Estudios Canarios (Casa Ossuna, La Laguna)

Fontes Rerum Canariarum bzw. mit vollem Titel Fontes rerum Canariarum: collección de textos y documentos para la historia de Canarias (etwa: Quellentexte zu den Kanaren: eine Sammlung von Texten und Dokumenten zur Geschichte der Kanarischen Inseln) ist eine spanische Buchreihe zur Erhaltung, kommentierten Edition und Veröffentlichung der für die Geschichte der Kanarischen Inseln wesentlichen Dokumente.
Sie erscheint seit 1933 in La Laguna, veröffentlicht vom Instituto de Estudios Canario (Consejo Superior de Investigaciones Científicas). Dieses veröffentlichte zunächst einen von José Rodríguez Moure (1855-1936) geschriebenen Historischen Führer zu La Laguna. Von diesem Beginn an wurden die Publikationen des Instituts in verschiedenen Sammlungen strukturiert, von denen die älteste die Fontes Rerum Canariarum sind.
Im Folgenden eine Übersicht zu den in der Reihe enthaltenen Titeln. Sie erhebt keinen Anspruch auf Aktualität oder Vollständigkeit:

## Übersicht
- 1. Bonnet y Serra (1933): Conquista de la isla de Gran Canaria. Texto e introducción.
- 2. Valera (1934): Una fuente contemporánea de la Conquista de Canarias. La "crónica de los Reyes Católicos
- 3. Olivera y Serra (1949): El adelantado D. Alonso de Lugo y su residencia por Lope de Sosa
- 4. Serra (1949): Acuerdos del Cabildo de Tenerife I, 1497-1507
- 5. (1949): Reformación del repartimiento de Tenerife
- 6. Serra y de la Rosa (1952):  Acuerdos del Cabildo de Tenerife II, 1508-1513
- 7. González y Marrero (1958): Protocolos del escribano Hernán Guerra 1508-1510
- 8. Serra y Cioranescu (1959): Le Canarien: crónicas francesas de la Conquista de Canarias, tomo I
- 9. Tarquis y Vizcaya (1959): Documentos para la Historia del Arte en las Islas Canarias, I
- 10. Serra y Cioranescu (1960):  Le Canarien: crónicas francesas de la Conquista de Canarias, tomo II
- 11. González y Marrero (1964): Las Islas Canarias (de „Saudades da Terra“)
- 12. Serra y Cioranescu (1965):  Le Canarien: crónicas francesas de la Conquista de Canarias, tomo III
- 13. Serra y de la Rosa (1965): Acuerdos del Cabildo de Tenerife III, 1514-1518
- 14. Roldán (1966): Acuerdos del Cabildo de Fuerteventura I, 1729-1798
- 15. Roldán (1967): Acuerdos del Cabildo de Fuerteventura II, 1660-1728
- 16. Serra y de la Rosa (1970): Acuerdos del Cabildo de Tenerife IV, 1518-1525
- 17. Roldán (1970): Acuerdos del Cabildo de Fuerteventura III, 1605-1659
- 18. Marrero (1974) Extractos del protocolo de Juan Ruiz de Berlanga 1507-1508
- 19. Lorenzo (1975): Noticias para la historia de La Palma, I
- 20. Serra (1978): Las datas de Tenerife: libros I a IV de datas originales
- 21. Lobo (1979): Protocolos de Alonso Gutiérrez (1520-1521)
- 22. Clavijo (1980): Protocolos de Hernán Guerra (1510-1511)
- 23. Coello et alii (1980): Protocolos de Alonso Gutiérrez (1522-1525)
- 24. Aznar (1981): Documentos canarios en el Registro del Sello (1476-1517)
- 25. Glas (1982): Descripción de las Islas Canarias 1764
- 26. Rosa y Marrero (1986): Acuerdos del Cabildo de Tenerife V, 1525-1533
- 27. Martínez (1988): Protocolos de Rodrigo Fernández (1520-1526) vol. I
- 28. Martínez (1988): Protocolos de Rodrigo Fernández (1520-1526) vol. II
- 29. Moreno (1988): Las datas de Tenerife, V (1ª ed.)
- 30. Galván Alonso (1990): Extractos de los protocolos del escribano Bernardino Justiniano (1526-1527) (Vol. I)
- 31. Galván Alonso (1990): Extractos de los protocolos del escribano Bernardino Justiniano (1526-1527) (Vol. II)
- 32. Aznar et alii (1991): Documentos canarios en el Registro del Sello (1518-1525)
- 33. Rivero (1992): Protocolos de Juan Márquez (1521-1524)
- 34. Marrero (1992): Extractos de los protocolos de los Realejos (1521-1524 y 1529-1561)
- 35. Moreno et alii (1992): Las datas de Tenerife (Libro primero de datas por testimonio)
- 36. Padrón (1993): Protocolos de Juan Márquez (1518-1521) (Vol. I)
- 37. Padrón (1993): Protocolos de Juan Márquez (1518-1521) (Vol. II)
- 38. Lorenzo (1997): Noticias para la isla de La Palma, II
- 39. Marrero et alii (1998): Acuerdos del Cabildo de Tenerife VI, 1538-1544
- 40. Glas (1999): Descripción de las Islas Canarias 1764
- 41. Núñez et alii (1999): Catálogo de documentos del Concejo de La Palma (1501-1812) (Vol. I)
- 42. Núñez et alii (1999): Catálogo de documentos del Concejo de La Palma (1501-1812) (Vol. II)
- 43. Lorenzo (2000): Noticias para la historia de La Palma, III
- 44. Alfaro (2000): Protocolos de Hernán González (1534-1535)
- 45. Marrero et alii (2000): Acuerdos del Cabildo de Tenerife VII, 1545-1549
- 46. Luis (2001): Protocolos de Hernán González (1536-1537)
- 47. Pico et alii (2003): Le Canarien. Manuscritos, transcripción y traducción
- 48. Aznar et alii (2006): Le Canarien; retrato de dos mundos I. Textos (2ª edición)
- 49. Aznar et alii (2006): Le Canarien; retrato de dos mundos II. Contextos
- 50. Miranda (2007): Protocolos de Hernán González (1538-1539)
- 51. Quesada (2007): Canaria ilustrada y puente americano
- 52. Sánchez (2008): Semi-historia de las Fundaciones, Residencias, o Colegios que tiene la Compañía de Jesús en las Islas Canarias